# انیسه مخلوف
انیسه مخلوف (زادهٔ ۵ نوامبر ۱۹۳۰ – درگذشتهٔ ۶ فوریه ۲۰۱۶)، همسر رئیس‌جمهور سابق سوریه حافظ اسد و مادر بشار اسد رئیس‌جمهور سابق سوریه بود. خاندان پدرش (آل مخلوف) اهالی استان لاذقیه و از منطقه (جبله ـ بستان الپاشا) بودند. انیسه یک برادر بنام محمد مخلوف و یک خواهر بنام فاطمه مخلوف دارد. در سال ۱۹۵۰ انیسه با حافظ الاسد ازدواج کرد که البته پدر و خانواده انیسه با این ازدواج موافق نبودند و مخالفتی جدی از خود نشان دادند. علت این مخالفت این بود که خانواده پدر انیسه با حزب ملی‌گرای سوری ارتباط داشتند و حافظ الاسد با حزب عربی سوسیالیستی بعث بود.

## فرزندان
نتیجه ازدواج انیسه با حافظ اسد پنج فرزند شدند به اسامی:
1. بشری اسد (متولد ۱۹۶۰)
2. باسل اسد (متولد ۱۹۶۲ و متوفی ۱۹۹۴)
3. بشار اسد (متولد ۱۹۶۵)
4. ماهر اسد (متولد ۱۹۶۷)
5. امجد اسد (متولد ۱۹۷۰ و متوفی ۲۰۰۹)

## تحریم
در پی حوادث سوریه، نام انیسه مخلوف در سال ۲۰۱۲ در فهرست شخصیت‌های سوری مورد تحریم اتحادیه اروپا (که در سرکوب معترضان نقش داشتند) قرار گرفت و در نتیجه خانواده اسد، وی را به دمشق منتقل کردند.

## مرگ
انیسه مخلوف، روز شنبه ۶ فوریه ۲۰۱۶ در شهر دمشق بعد از مبارزه طولانی با بیماری، در سن ۸۶ سالگی درگذشت.